# Chergach
Koordinaten: 23° 41′ 47″ N, 5° 0′ 53″ W
Der Meteorit Chergach (arabisch تشيرجيك) ist ein Gewöhnlicher Chondrit (Gruppe H5), gefallen am 2. oder 3. Juli 2007.
Im Herbst und Winter 2007 wurden auf einem Streufeld  in der Sandwüste Erg Chech (nördliche Sahara) im NNW von Taoudenni (Mali) etwa 100 Kilogramm an Bruchstücken dieses Meteoriten gesammelt.

## Fall und Auffindung
Wüstennomaden berichteten, dass am 2. oder 3. Juli 2007 tagsüber eine Rauchwolke zu sehen war und auch über einem weiten Gebiet mehrere Detonationen zu hören waren, jedoch wurde kein Feuerball gemeldet. Mehrere Steine fielen vom Himmel. Der Finder der ersten Meteoritenbruchstücke war Ouled Bleila, der jedoch im Oktober desselben Jahres auf dem Rückweg von der Reise zum Chergach-Streufeld bei einem Autounfall ums Leben kam. Nach Angaben der Tuareg aus Algerien erstreckt sich das elliptische Streufeld über mehr als 20 km in nordöstlicher Richtung.
Im Herbst und Winter 2007 wurde eine große Anzahl von schmelzverkrusteten Steinen geborgen, die größten haben eine Masse von 17,8 und 13,9 kg, die kleinsten haben etwa 1,5 g. Das bekannte Gesamtgewicht beträgt etwa 100 kg.

## Analyse
Der Troilit ist polykristallin, reich an Silikateinschlüssen, er weist diffuse Grenzen zum vorhandenen Metall auf. Das Schockstadium ist S3, einige Schockadern sind sichtbar; es gibt keine Verwitterung (W0).

## Bildergalerie

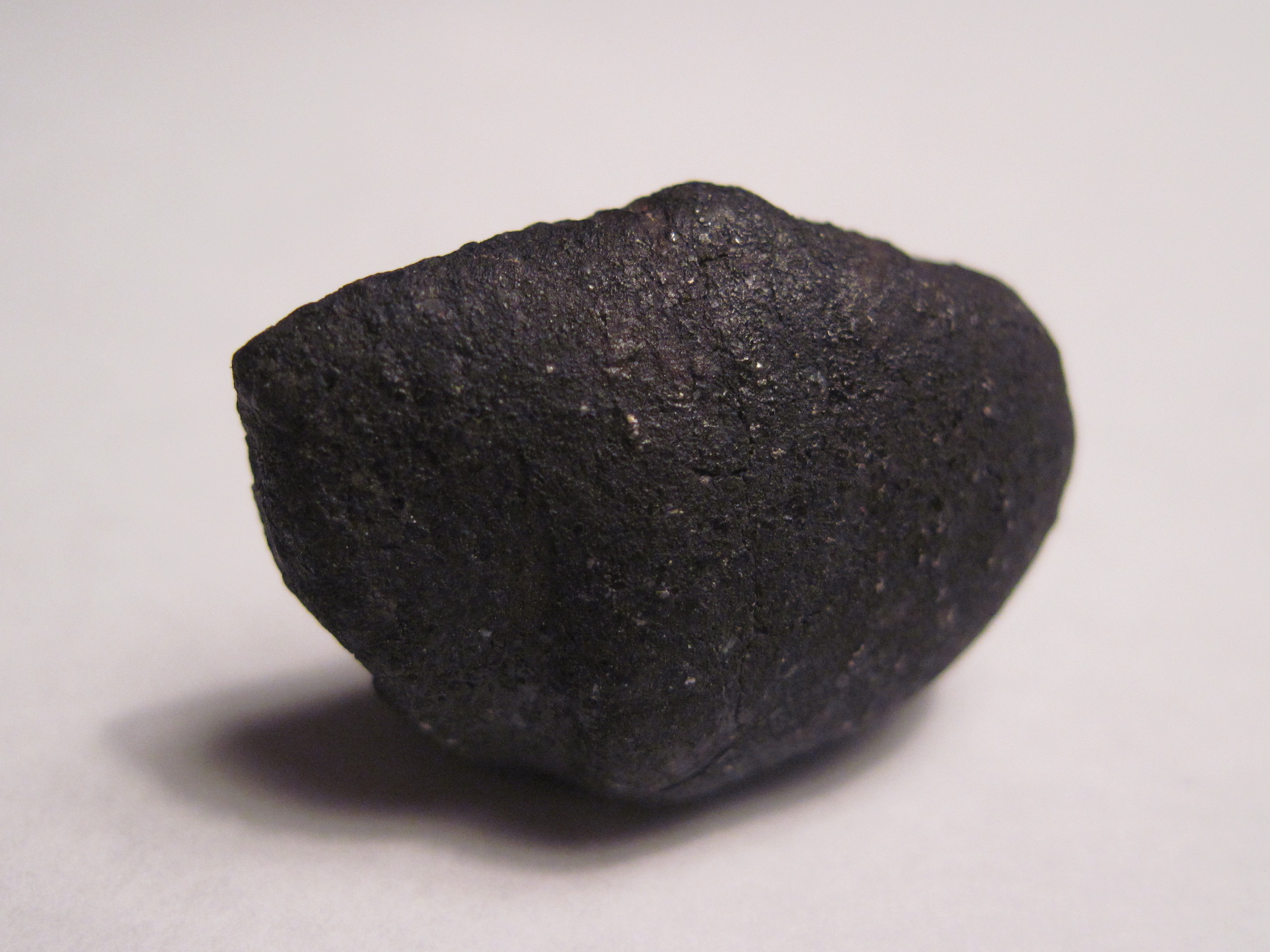
Chergach-Meteorit, gefunden im Erg Chech; verkrustetes Einzelstück mit 5,7 Gramm
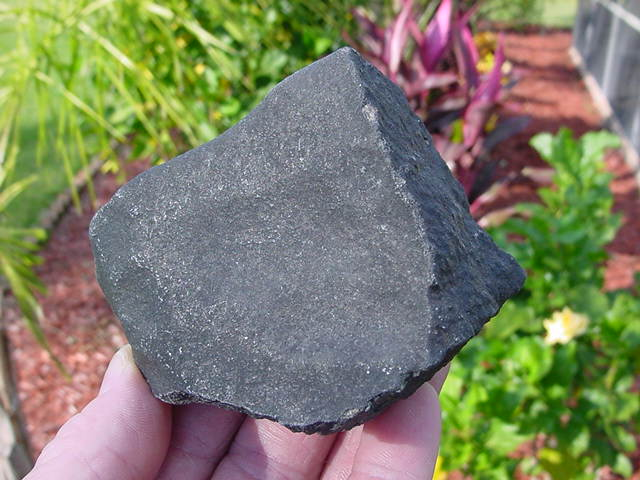
Chergach-Meteorit, Einzelstück mit 601 Gramm
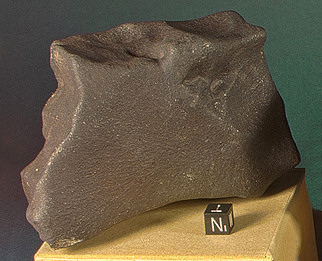
Chergach-Meteorit, Bruchstück mit 1.183 Gramm